# II. Marcell pápa
II. Marcell (eredeti nevén: Marcello Cervini; Montefano, 1501. május 6. – Róma, 1555. május 1.) a 222. római pápa 1555-ben.
II. Marcell egyben az utolsó olyan egyházfő volt, aki trónra emelkedése után saját, születéskor kapott nevét vette fel uralkodói névként. A kiváló képzettségű, egyértelműen reformpárti Marcell minden kitűnő tehetsége és jelleme ellenére nem bizonyíthatott túl sokáig a szent hivatalban. Mindössze 22 napot tölthetett az egyház élén, és ezzel a hatodik legrövidebb ideig volt egyházfő a római pápák történetében.

## Toszkánai gyermekkor
1501. május 6-án látta meg a napvilágot a Márkák területén fekvő Montefano városában. Eredetileg Marcello Cervini degli Spannochi néven született, apját Ricardo Cervininek hívták és akkoriban Ancona városának apostoli kincstárnoka volt. A Cervini család gyökerei egyébként Toszkánába vezetnek vissza, Montepulciano városába. Ezért néhány forrás apját Siena városának kincstárnokaként emlegeti. Mivel a család gyökerei minden kétséget kizáróan ide vezetnek vissza, az ifjú Marcello gyermekéveinek nagy részét itt töltötte. 

Marcello apja a kincstár irányítása mellett szívesen foglalkozott az asztrológia rejtelmeivel. Több horoszkópot is készített, és megpróbálta előrevetíteni a jövőt a csillagok állásából. Egy leírás szerint apja ebből fényes egyházi karriert olvasott ki gyermeke számára, és ezért a gyermeket már korán egyházi neveltetésben részesítették. Sienában kezdett el tanulni, és az alapok elsajátítása után 1523-ban VII. Kelemen pápa uralkodása idején Rómába költözött, hogy ott folytassa tanulmányait. Marcello kitűnő eredményeket szerzett, és valóban hajtotta a tudásszomj, így egyházi karrierje valóban nem tűnt megfoghatatlan dolognak.

## Tiszteletre méltó egyházi karrier
Egyházi karrierje igazán akkor kezdődött el, amikor Cicero De Amicítia műve fordításával felkeltette Alessandro Farnese bíboros, a későbbi III. Pál pápa érdeklődését, aki bevezette őt a pápai udvarba. A bíboros segítségével hamar bebizonyíthatta rátermettségét, és amikor VII. Kelemen halála után legfőbb patrónusa került a pápai székbe, hatalmas lendületet vett egyházi karrierje. 1534-ben Pál apostoli protonotáriusnak és pápai titkárnak nevezte ki Marcellot, és amikor az egyházfő 1538-ban bíboros-neposnak szentelte fel saját unokáját, az ifjabb Alessandro Farnese bíborost, Marcello volt az, aki egyengette a tapasztalatlan kardinális útjait. A bíboros-nepos valójában az egyházfő legfőbb tanácsadója volt és a pápai állam ügyeinek legfőbb intézője. Mindezen pozíciókban Alessandro helyett leginkább Marcello intézkedett, és ennek megfelelően hatalmas befolyásra tett szert a pápai kúrián belül.
III. Pál többször is felkérte, hogy kísérje el hivatalos útjaira Európa legjelentősebb uralkodóihoz. Hogy mindehhez Marcellónak kellő rangja is legyen 1539-ben Nicastro püspökévé nevezték ki, és ugyanazon év december 19-én a római Santa Croce in Gerusalemme-templom bíborosává szentelték fel. 1540-ben Reggio majd 1544-ben Gubbio adminisztrátora lett. Három püspöki címe mellett azonban egyszer sem szenteltette fel magát. Immár bíboros-püspöki rangban Marcello kiemelkedő tagja volt Pál nizzai útjának, ahol V. Károly német-római császár és I. Ferenc, francia király a pápa közvetítésével békét kötöttek, és így beleegyeztek az egyetemes zsinat összehívásába. 1540. február 9-én a pápai követség Amiens-ban találkozott Ferenccel, majd február 24-én Gentben Károllyal, de végül a zsinat összehívására tett erőfeszítések eredmény nélkül maradtak. Pál és kísérete visszatért Rómába, de Marcello bíboros azt az utasítást kapta, hogy az egyházfő a latere, azaz teljhatalmú követeként maradjon Németországban, és vegyen részt a Károly által Speyerbe összehívott birodalmi gyűlésen. Amikor a gyűlés átköltözött Hagenauba, és egyértelművé vált a protestáns erőfölény, Pál visszahívta Marcellot Rómába. Mielőtt a bíboros elhagyta volna Németországot, még tárgyalt Károllyal a zsinat kérdéséről, amely jelentős mértékben hozzájárult az egyetemes zsinat későbbi összehívásához.
Lassan körvonalazódott a tridenti zsinat összehívása, amelynek előkészületeiben fontos szerepet vállalt. Az 1545. február 6-án tartott konzisztóriumon a bíborosi testület Giammaria Ciocchi del Monte (a későbbi III. Gyula pápa) és Reginald Pole bíborosok mellett őt is a zsinat elnöklőjének nevezték ki. 1545. március 13-án érkezett meg Trentóba, és egészen a zsinat bezárásáig jelen volt az üléseken. A zsinat alakulása során több vita is kialakult az elnöklők és V. Károly között. 

Marcello 1548-ban újabb címet kapott, amely bíborosi karrierje egyik legsikeresebb részét is jelentette. Agostino Steuco halála után ő vette át a Vatikáni Apostoli Könyvtár irányítását. Ő volt az első bíboros, aki a könyvtár élére állhatott, amely mutatja a gyűjtemény jelentőségének növekedését. A könyvtárosi cím is megváltozott, hivatalosan Marcello a Bibliothecae Apostolicae Vaticanae Protector címet viselte. Irányítása alatt a könyvtár igazi virágkorát élte. Több mint 500 latin, görög és héber kötettel bővült az amúgy sem elhanyagolható gyűjteménnyel rendelkező könyvtár. Rengeteg ősi iratot újítottak fel, és 1549-ben rávette a pápát, hogy egyes görög iratok nyomtatásban is jelenjenek meg.
1550-ben halt meg III. Pál és helyét korábbi elnök-társa del Monte bíboros vette át III. Gyula személyében. Az új egyházfő minden támogatást megadott Marcellonak a könyvtár bővítéséhez. Befolyását Gyula pontifikátusa alatt is sikerült megőriznie, noha az újból összehívott tridenti zsinat elnökének Crescenzi bíborost nevezték ki, hogy ezzel is elnyerjék V. Károly támogatását.

## Pápaként életének utolsó egy hónapjában
A jámborság, az erkölcsi tökéletesség, a szerénység, az egyszerűség, az állhatatosság, a tisztánlátás, a reform iránti buzgalom voltak azok az erények, amelyek miatt már bíborosként nagyra értékelték. Így nem is volt meglepő, hogy III. Gyula halála után a konklávé mindössze négy nap alatt Marcello személye mellett tette le a voksát, annak ellenére, hogy V. Károly nyíltan ellenezte megválasztását. Közismert reform-pártisága miatt és az egyháznak tett kiemelkedő szolgálataiért, különösen a tridenti zsinat elnökségéért, megválasztása Szent Péter trónjára mindenhol nagy lelkesedést váltott ki. 1555. április 10-én szentelték fel, és a rendhagyótól eltérően Marcello saját, kereszteléskor kapott nevét vette fel uralkodói névként. Saját bevallása szerint azért maradt meg korábbi nevénél, hogy ezzel is jelezze azt a folytonosságot, amely a tridenti zsinaton elkezdett reform folyamatokkal vette kezdetét. A kortársak reményteljes várakozásait az alábbi idézet fejezi ki a legjobban:
| „                    | Azért imádkoztam, hogy olyan pápa jöjjön, aki a lealacsonyodásból ki tudja emelni az olyan szép szavakat, mint egyház, zsinat, reform. Ezzel a választással kívánságom teljesült; úgy tűnik, óhajom valósággá vált. | ” |
| – Girolamo Seripando | |   |

Marcell komoly reformszándékai már akkor megmutatkoztak, amikor a nagyhetet és a böjti időszakot felhozva elutasította a reneszánsz pápák szokásos pompás koronázási ünnepségét, így a tiarát egyszerű szertartás keretében helyezték fejére. A pápai udvar számára egyszerűséget és mértékletességet, fényűzés- és pompanélküliséget rendelt el, sőt megparancsolta az asztali arany- és ezüstedények használatának beszüntetését. Nem feketítette be magát a kor bűnével, a nepotizmussal, bár népes családja volt, akiket bőséges javakkal és kiváltságokkal láthatott volna el. Őszinte hangot ütött meg, amikor azon munkálkodott, hogy Rómától mindennemű bűnt eltávolítson, letörte a közbecstelenség leglátványosabb formáit. Támogatta a jezsuitákat, mert őket akarta felhasználni a reformprogram kiteljesítéséhez. Azonnal kinyilvánította távolmaradási szándékát a politikai kérdésektől, hogy mint a kereszténység atyja, elvezesse a keresztény fejedelmeket a békéhez.

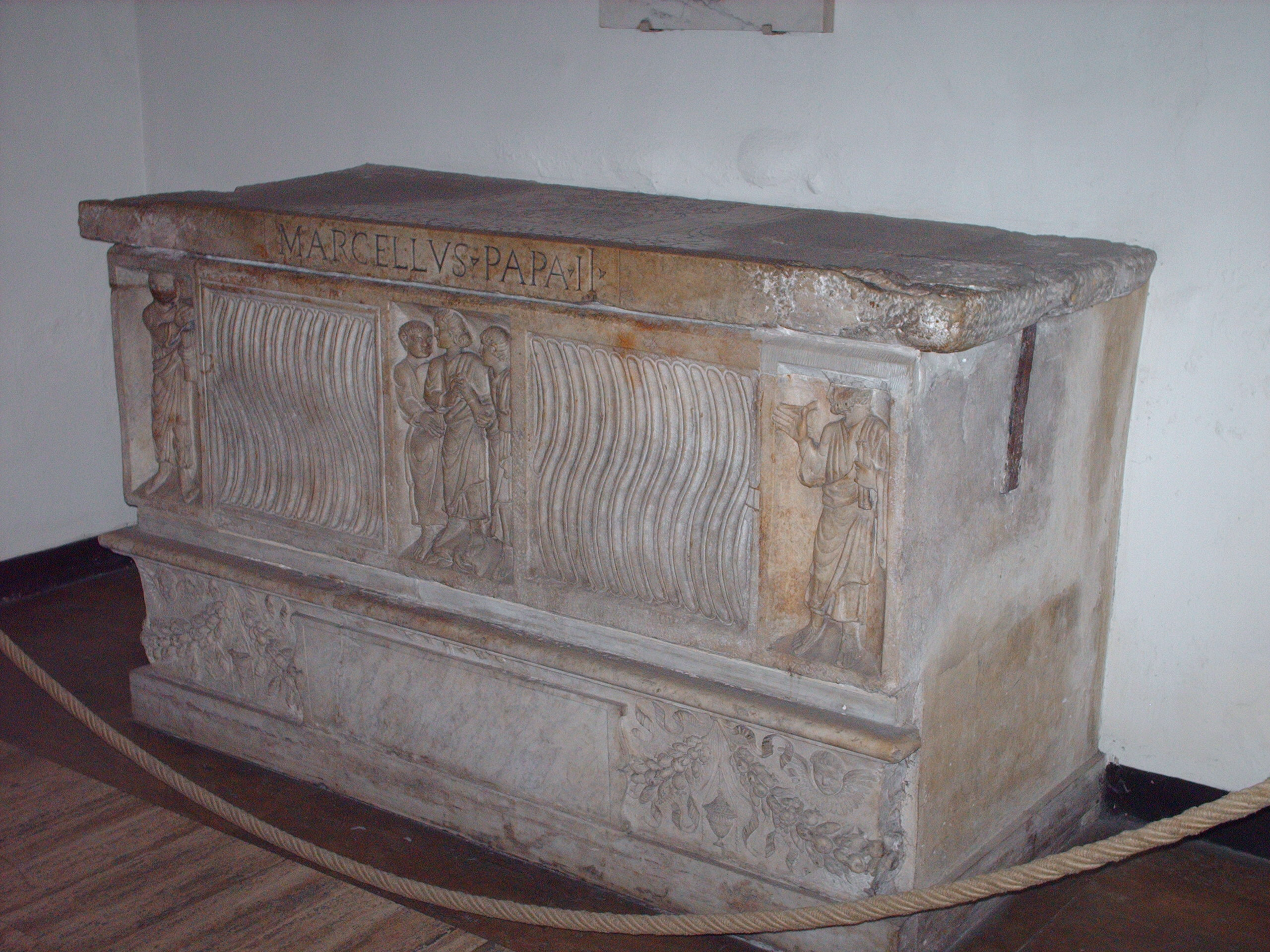
II. Marcell egyszerű síremléke

Sajnos mindez a kiváló elképzelés szertefoszlott három hét leforgása alatt. Ugyanis ennyi ideig tartott a pápasága. II. Marcell 1555. május 1-jén hunyt el, halálát egy váratlan szélhűdés okozta, amelyet nagy megdöbbenés követett. A hirtelen halálban nagy szerepet játszott Marcell kimerültsége is, amelyet a konklávé és a húsvéti időszak fáradalmai jelentettek számára. Kortársai szertefoszlott reményeiknek úgy adtak hangot, hogy rá is illőnek nevezték Vergilius egy másik Marcellusról írott sorait: „a sors csak meg akarta ismertetni őt a világgal”.
II. Marcell pápa különösen kedves marad a zenekedvelők számára is, hiszen Giovanni Pierluigi da Palestrina neki ajánlotta híres művét, a Missa Papae Marcellit. Az egyházfő a legendák szerint elhatározta, hogy megszünteti a zenét a szent szertartások alatt, de ennek a remekműnek nem tudott ellenállni, és tetszéssel fogadta. Azonban mindez csak városi legenda maradt, ugyanis Palestrina Marcell halála után készült el a remekművel, bár azt valóban a kiváló pápa halála ihlette meg.
II. Marcell földi maradványait a vatikáni Szent Péter-bazilika altemplomában temették el, egyszerű ókeresztény márványkoporsóban.

## Művei
- Documenta Catholica Omnia (latin nyelven). Cooperatorum Veritatis Societas. (Hozzáférés: 2011. december 6.)